# Église franciscaine de l'Immaculée-Conception de la Sainte-Vierge
L'église franciscaine de l'Immaculée-Conception de la Sainte-Vierge (en hongrois : Szeplőtelen fogantatás Nagyboldogasszony Ferences templom) ou usuellement église franciscaine d'Eger (egri ferences templom) est une église située à Eger.